# Pardela-de-asa-larga
Pardela-de-asa-larga (nome científico: Puffinus lherminieri), pintainho-das-antilhas ou, informalmente, por influência de outras línguas, pardela-de-audubon, é uma espécie de ave procelariforme da família dos procelariídeos (Procellariidae). Sua área de distribuição inclui o Oceano Índico, o nordeste e centro do Oceano Pacífico (incluindo as ilhas Galápagos) e o oeste do Oceano Atlântico, incluindo a região do Mar do Caribe e o Golfo do México.

## Descrição

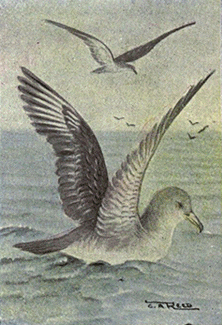
Ilustração de Chester A. Reed

As pardelas-de-asa-larga têm em média 30 centímetros de comprimento - cerca de metade do tamanho da pardela-de-bico-preto (Puffinus gravis) - e pesam por volta de 170 gramas. Há alguma variação entre as diferentes populações, e o tamanho normal e a faixa de peso é de 30 a 33 centímetros e de 150 a 230 gramas. A envergadura é de 64 a 75 centímetros, com uma cauda de cerca de 8,5 centímetros de comprimento. Sua cimeira, exposta, mede três centímetros ou menos, e o tarso tem cerca quatro centímetros de comprimento. Na aparência geral, é uma pequena pardela, preta por cima e branca por baixo e difícil de distinguir de seus parentes à primeira vista.
As partes superiores, retrizes e coberturas inferiores são de cor marrom-escura, assim como as partes inferiores distais das rémiges, e, por vezes, as penas inteiras. O resto das partes inferiores é branco, assim como a cabeça abaixo do nível dos olhos. A sua íris é escura e os pés são rosa-fosco com uma tonalidade preta e unhas pretas, e o bico é cinza, mais escuro na ponta e com um tom rosado. Machos e fêmeas são parecidos entre si. Aves imaturas não têm plumagem distinta, enquanto os filhotes são cobertos de plumas, cinzas acima e esbranquiçadas no ventre. Pode ser confundido com o bobo-pequeno (P. puffinus), que tem coberturas subcaudais brancas e, em comparação direta, um bico mais longo. Outras espécies de aparência semelhante são geralmente completamente alopátricas, embora a pardela-pequena (P. assimilis) possa ocasionalmente atingir águas onde a pardela-de-asa-larga é encontrada. A pardela-pequena tem mais branco na face e na parte inferior das asas, bico menor e pés azul-acinzentados.

## Distribuição e ecologia
Se não for dividido em várias espécies, a pardela-de-asa-larga se estendendo Oceano Índico ao norte até o Mar da Arábia, em todo o noroeste e centro do Oceano Pacífico, no Caribe e em partes do Atlântico oriental. É uma espécie de águas tropicais; apenas algumas populações atlânticas e o pintainho-das-bonim (Puffinus bannermani) das ilhas Bonim ocorrem mais ao norte. Ao contrário das pardelas maiores, acredita-se que as pardelas-de-asa-larga adultas não vagam muito ou realizam grandes migrações, embora seus juvenis o façam antes de se reproduzir, e as aves do Oceano Índico ocidental possam se reunir em grande número na zona de ressurgência no Mar Arábico. É adaptável no que diz respeito ao habitat marinho preferido; pode ser encontrado em águas pelágicas, em mar aberto e na costa. Se alimenta por uma variedade de métodos, principalmente mergulhando enquanto voa, mergulhando enquanto nada e pegando comida com o bico na superfície da água enquanto bate as patas como se estivesse andando sobre as ondas. Alimenta-se de pequenos peixes, lulas e crustáceos planctônicos. Ao contrário de outras pardelas, não costuma seguir navios, embora possa frequentar pequenos barcos de pesca; às vezes também é encontrada como parte de um bando de alimentação de espécies mistas.
A espécie é colonial, nidificando em pequenas tocas, fendas nas rochas e  encostas de terra em atóis e ilhotas rochosas. A época de reprodução varia de acordo com a localização e a subespécie, mas a precisão não é muito bem estudada. Ambos os pais compartilham a responsabilidade de incubar o ovo branco (que mede 52,5 por 36,2 milímetros e tem um peso de 37 gramas para um indivíduo de tamanho médio). Os pais incubam o ovo por períodos de dois a dez dias cada um até o ovo eclodir após 49-51 dias. Os filhotes são cuidados de meia a uma semana, e após esse tempo os pais os deixam sozinhos na toca e passam a maior parte do tempo forrageando e buscando alimento para os filhotes. O tempo desde a eclosão até a criação é de 62 a 75 dias. As pardelas-de-asa-larga levam cerca de oito anos para atingir a idade reprodutiva. Como típico para aves procellariiformes, têm vida longa para seu tamanho, e um pássaro anilhado como adulto ainda estava vivo onze anos depois; calcula-se que tivesse mais de 15 anos na época. Enquanto algumas pequenas populações estão ameaçadas, a espécie como um todo não é considerada globalmente ameaçada.

## Sistemática
A pardela-de-asa-larga pertence ao grupo Puffinus sensu stricto de pardelas de médio e pequeno porte, que está relacionado com o género Calonectris. A taxonomia desta espécie é extremamente confusa. Ocasionalmente é listada como uma subespécie de P. assimilis (a pardela-pequena), mas não parecem estar tão intimamente relacionados. Pelo contrário, P. lherminieri parece pertencer a um clado mal resolvido que inclui também espécies como P. puffinus e P. opisthomelas. A pardela-de-asa-larga tem cerca de 10 subespécies. Diversas delas foram propostas como espécies separadas. Por exemplo, a população das ilhas Galápagos acabou sendo considerada uma espécie muito distinta, a pardela-das-galápagos (P. subalaris), que é relacionada com o fura-bucho-da-kiritimati (P. nativitatis) e junto com ela constitui uma linhagem antiga sem outros parentes próximos no gênero. Outros táxons foram inicialmente atribuídos à pardela-pequena e depois transferidos à pardela-de-asa-larga. A análise de dados da sequência do citocromo b do DNA mitocondrial – de valor limitado em aves procellariiformes – indica que pelo menos três clados principais podem ser distinguidos:

### O cladolherminieri(Oceano Atlântico, Caribe)
- Puffinus lherminieri lherminieri (Lesson, 1839) – procria em todo o Caribe, nas Baamas e procriava nas Bermudas; é encontrada em todo o Caribe e na costa atlântica norte-americana até o sul do Canadá, com migrantes registrados no nordeste do Canadá.[6] Uma pequena colônia de reprodução encontrada em 1993 nas ilhas Itatiaia, ao largo de Vila Velha (Espírito Santo, Brasil) provavelmente pertence a esta subespécie.[5] Inclui loyemilleri.
- P. baroli (Bonaparte, 1857) – procria nos Açores e Canárias (Atlântico leste); estende-se por todo o Atlântico leste em torno (mas principalmente ao norte) do Trópico de Câncer.[6]
- Puffinus boydi (Mathews, 1912) – procria nas ilhas do Cabo Verde (atlântico leste); abrange todo o Atlântico leste em torno (mas principalmente ao sul) do Trópico de Câncer.[6]

As aves do sul do Caribe foram separadas como P. l. loyemilleri, mas não são distintas de Puffinus lherminieri lherminieri.

### O cladopersicus(Oeste do Oceano Índico)

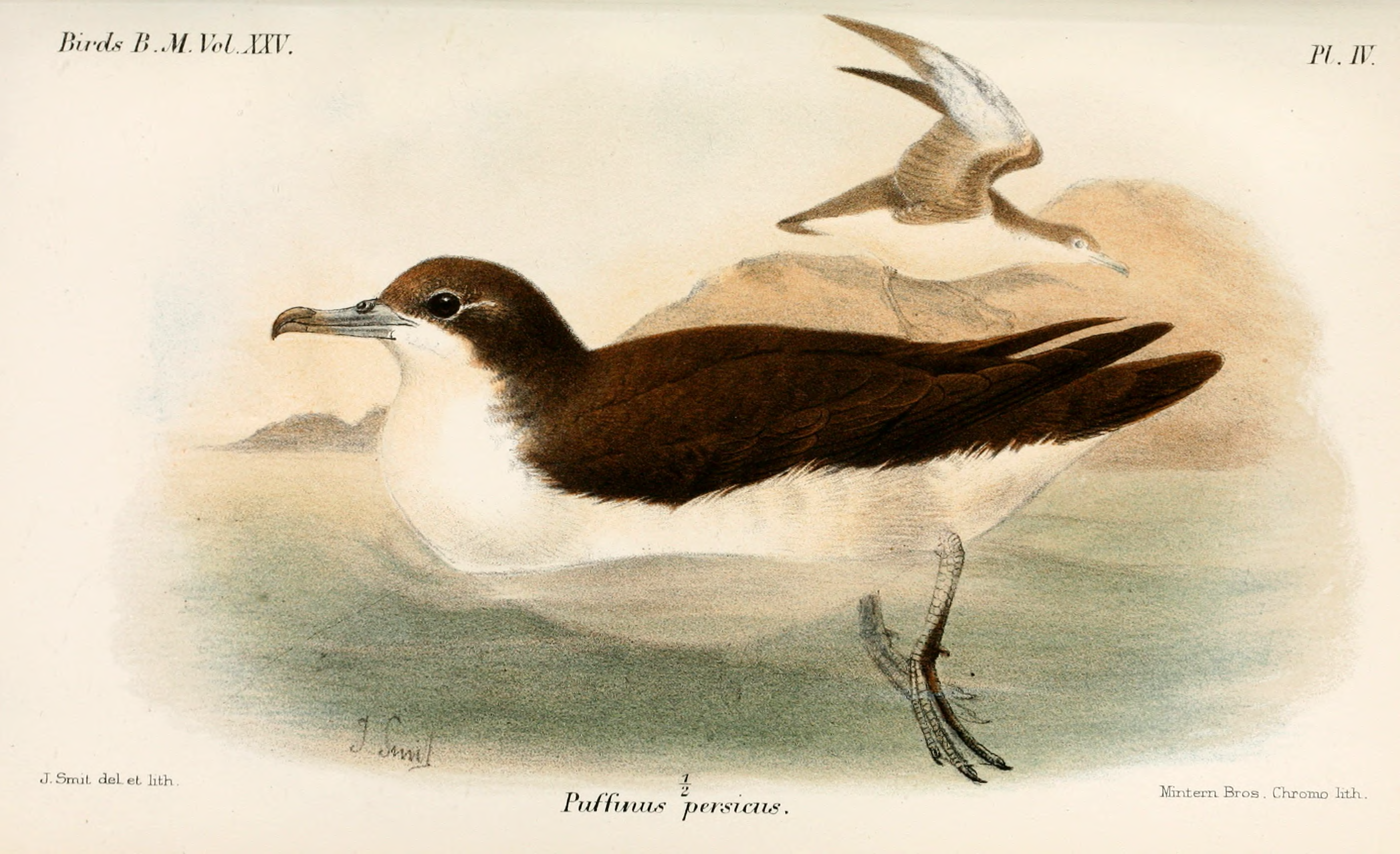
Puffinus lherminieri persicus

- Puffinus lherminieri persicus (Hume, 1837) – procria nas ilhas de Curia Muria (Mar Arábico); estende-se por todo o Mar Arábico.[6]
- Puffinus lherminieri temptator (Louette & Herremans, 1985) – procria em Moéli (Comores); é encontrado no oeste do Oceano Índico em torno do extremo norte de Madagascar.[6]

Se P. bailloni for aceito como uma espécie distinta, mas P. persicus não for, então este último grupo teria que ser incluído em P. bailloni.

### O cladobailloni(oceanos Índico e Pacífico)
- Puffinus lherminieri bailloni (Bonaparte, 1857) – procria nas Ilhas Mascarenhas (sudoeste do Oceano Índico); varia ao longo do sudoeste do Oceano Índico ao norte do Trópico de Capricórnio, e pássaros errantes vistos na África do Sul provavelmente pertencem a esta subespécie.[6] Inclui atrodorsalis.
- Puffinus lherminieri dichrous (Finsch & Hartlaub, 1867) – se reproduz em toda a Polinésia central e possivelmente na Melanésia (Pacífico) e no noroeste do Oceano Índico até o Mar da Arábia; abrange todo o oeste Oceano Índico ao redor do equador, e no Pacífico central da região equatorial ao Trópico de Capricórnio.[6] Inclui colstoni, nicolae, polynesiae e talvez gunax; migrantes vistos ao largo da Austrália podem pertencer a dichrous ou gunax (se válidos), enquanto migrantes registrados em Guam e Rota (Marianas) podem ser dichrous ou bannermani.[12]

Apesar dos problemas não resolvidos, este clado – possivelmente incluindo o anterior – foi proposto para constituir uma espécie separada, a pardela-tropical, Puffinus bailloni.

### Indeterminado
- Puffinus lherminieri bannermani (Mathews & Iredale, 1915) – procria nas ilhas Bonim (noroeste do Pacífico); abrange todo o noroeste do Pacífico, desde as águas japonesas até a região equatorial.[6] Migrantes registrados em Guame e Rota (Marianas) podem ser dichrous ou bannermani.[12]
- Puffinus lherminieri gunax (Mathews, 1930) – procria nas Ilhas Banks de Vanuatu (sudoeste do Pacífico); abrange todo o sudoeste do Pacífico entre a região equatorial e o Trópico de Capricórnio.[6] Pode pertencer ao grupo dichrous; os migrantes vistos na Austrália podem pertencer a qualquer um dos táxons.

## Conservação
No Brasil, em 2005, foi listada como criticamente em perigo na Lista de Espécies da Fauna Ameaçadas do Espírito Santo; e em 2014 e 2018, respectivamente, como criticamente em perigo no Livro Vermelho da Fauna Brasileira Ameaçada de Extinção e na Lista Vermelha do Livro Vermelho da Fauna Brasileira Ameaçada de Extinção. A União Internacional para a Conservação da Natureza, em sua Lista Vermelha, classificou a espécie como pouco preocupante, pois tem ampla distribuição geográfica e sua população foi estimada na faixa de 30 e 59 mil indivíduos. Apesa disso, a população de pardelas-de-asa-larga está em tendência de declínio populacional devido à ação de espécies introduzidas.

## Leitura complementar
- Bull, John L.; Farrand, John Jr.; Rayfield, Susan; National Audubon Society (1984) [1977]. The Audubon Society field guide to North American birds, Eastern Region. Nova Iorque: Alfred A. Knopf. ISBN 0-394-41405-5
- Vaurie, C. (1965). The Birds of the Palearctic Fauna. 1 - Non-Passeriformes. Londres: Witherby
- «Pintainho». Atlas das Aves Marinhas de Portugal